# Orlando Zapata Tamayo
Orlando Zapata Tamayo (Santiago di Cuba, 15 maggio 1967 – L'Avana, 23 febbraio 2010) è stato un attivista cubano, morto dopo 85 giorni di sciopero della fame per protesta contro le autorità cubane.

## Vita politica
Zapata era membro del [Movimiento Alternativa Republicana] e fu arrestato il 6 dicembre 2002 dagli agenti della polizia cubana e imprigionato per oltre tre mesi. Il 20 marzo 2003, dopo appena 13 giorni di libertà, fu arrestato una seconda volta durante una repressione e inviato alla prigione Kilo 8 di Camagüey. Al tempo del suo secondo arresto stava partecipando a uno sciopero della fame organizzato dall'«Assemblea per la promozione di una società civile» (Assembly to Promote a Civil Society), che si svolgeva a casa di Marta Beatriz Roque Cabello, che aveva il valore di petizione per la liberazione di prigionieri politici. Fu accusato di vilipendio della figura di Fidel Castro, disordine civile e disobbedienza e fu condannato a 36 anni di carcere, dopo diversi procedimenti giudiziari. Amnesty International lo ha riconosciuto come prigioniero per motivi di opinione.

## Lo sciopero della fame e la morte
Il 2 dicembre 2009 Zapata iniziò un durissimo sciopero della fame per protestare contro il governo cubano per avergli negato di indossare l'abito bianco simbolo dei dissidenti invece dell'uniforme carceraria e per denunciare le condizioni di vita degli altri prigionieri. Si rifiutò di mangiare perfino il cibo che gli portava la madre, che lo andava a visitare ogni tre mesi. Secondo la Direzione Democratica Cubana, le autorità carcerarie negarono l'acqua a Zapata per 18 giorni, ciò causò un deterioramento della sua salute e l'insufficienza renale.
Zapata continuò comunque lo sciopero della fame e fu ricoverato in data imprecisata all'ospedale di Camagüey, dove gli furono iniettati fluidi per via endovenosa contro la sua volontà. Il 16 febbraio 2010 le sue condizioni peggiorarono ulteriormente e fu trasferito all'Hermanos Ameijeiras Ospedalede L'Avana, dove morì il 23 febbraio 2010 all'età di 44 anni. È il primo oppositore cubano a morire per sciopero della fame dopo la morte, avvenuta nel 1972, di Pedro Luis Boitel.
Il 26 febbraio 2010 per protestare contro questa morte, ha iniziato uno sciopero della fame anche il dissidente giornalista e scrittore Guillermo Fariñas, detto "El Coco".